# Fronteira Israel–Líbano
A fronteira entre Israel e Líbano é a linha que limita os territórios de Israel e Líbano. 

## História
A linha limite foi traçada pelas potências mandatárias francesa (do Líbano) e britânica (do Mandato Britânico da Palestina) em 1923 e seguiu-se à criação do Grande Líbano em 1920, com base nos acordos Sykes-Picot que tinham distribuído as áreas de influência das duas potências nos antigos territórios do ex-Império Otomano.
O limite foi confirmado quando da partição da Palestina em 1947 pelas Nações Unidas.
Israel e Líbano nunca tiveram relações normais a nível económico ou diplomático, mas até à década de 1970 a fronteira era a mais calma entre Israel e os seus vizinhos membros da Liga Árabe. O Líbano foi o primeiro membro da Liga Árabe a expressar o desejo de um tratado de paz com Israel em 1949, assinando-o, e não participou nas guerras de 1967 ou de 1973 de modo significativo.
Israel conquistou, na guerra de 1948, os territórios que foram atribuídos pela ONU à Palestina e que limitam com o Líbano. Um acordo de armistício foi assinado entre os dois estados em 1949 referindo uma linha de armistício não reconhecida como fronteira. Com a retirada de Israel do sul do Líbano (ocupado por Israel de 1978 a 2000), a ONU procedeu ao traçado de uma  "Linha Azul" de separação de beligerantes, não reconhecida formalmente pelo Líbano como fronteira internacional.
Israel conquistou os montes Golã sírios quando da Guerra dos Seis Dias em 1967. As Fazendas de Shebaa, reclamadas pelo Líbano desde 2000 por acordo com a Síria, fazem parte das conquistas de Israel nesta guerra, e foram anexadas a Israel por questões de segurança, uma vez que a Síria as usava como base para lançar projéteis sobre o norte de Israel, mas esta anexação não é reconhecida por nenhum outro estado senão Israel.
Embora exista uma fronteira de facto, mas não foi delimitada com precisão, por tanto ainda em disputa.
A zona sul do Líbano tem sido usada nos últimos anos pelo Hezbollah para lançar ataques ao norte de Israel.

## Fronteira marítima
Os dois países chegaram a acordo sobre a delimitação marítima em outubro de 2022.